# Rhododendron irroratum
Rhododendron irroratum är en ljungväxtart. Rhododendron irroratum ingår i släktet rododendron, och familjen ljungväxter.

## Underarter
Arten delas in i följande underarter:
- R. i. irroratum
- R. i. kontumense
- R. i. pogonostylum
- R. i. yiliangense

## Bildgalleri

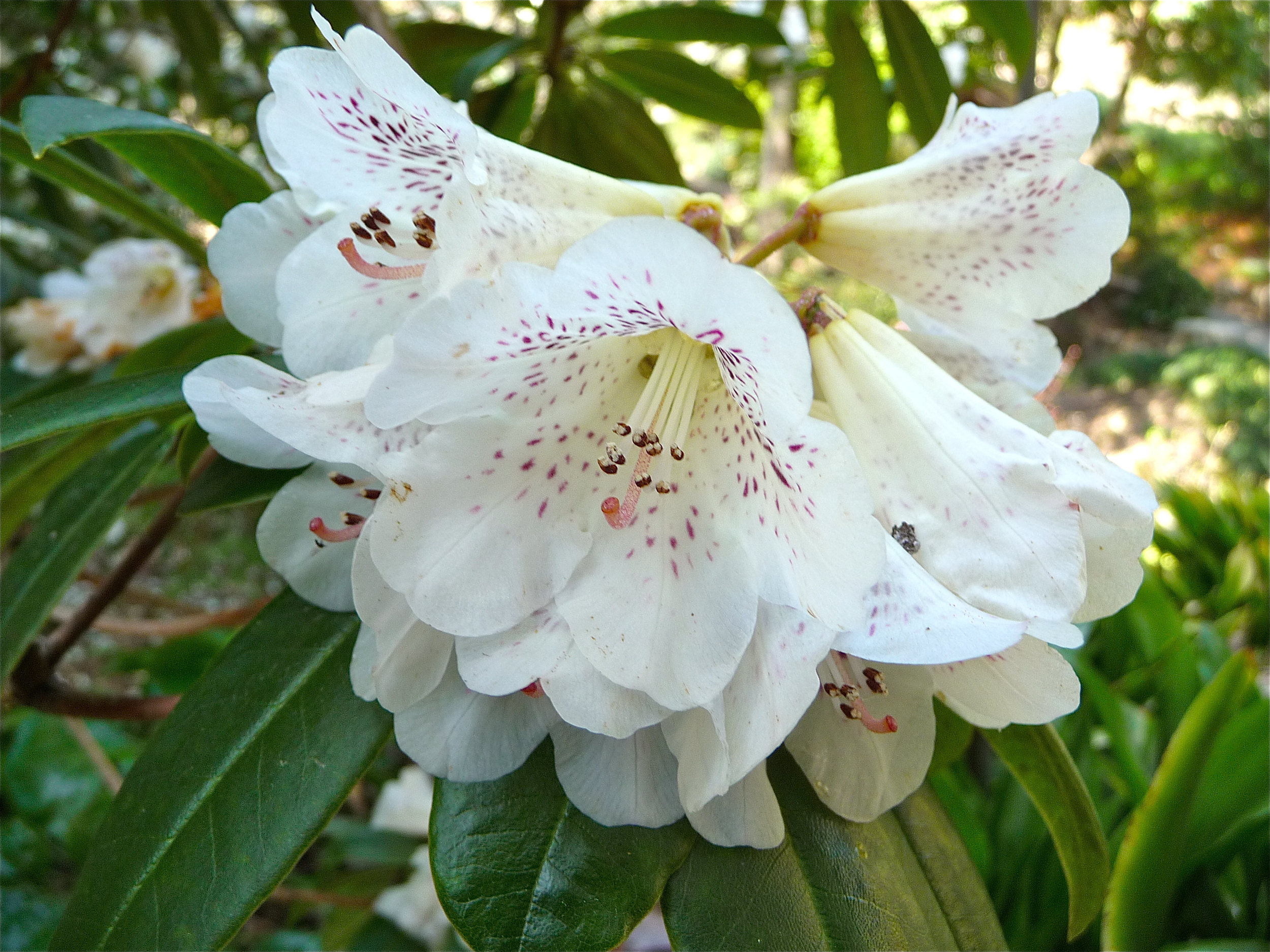
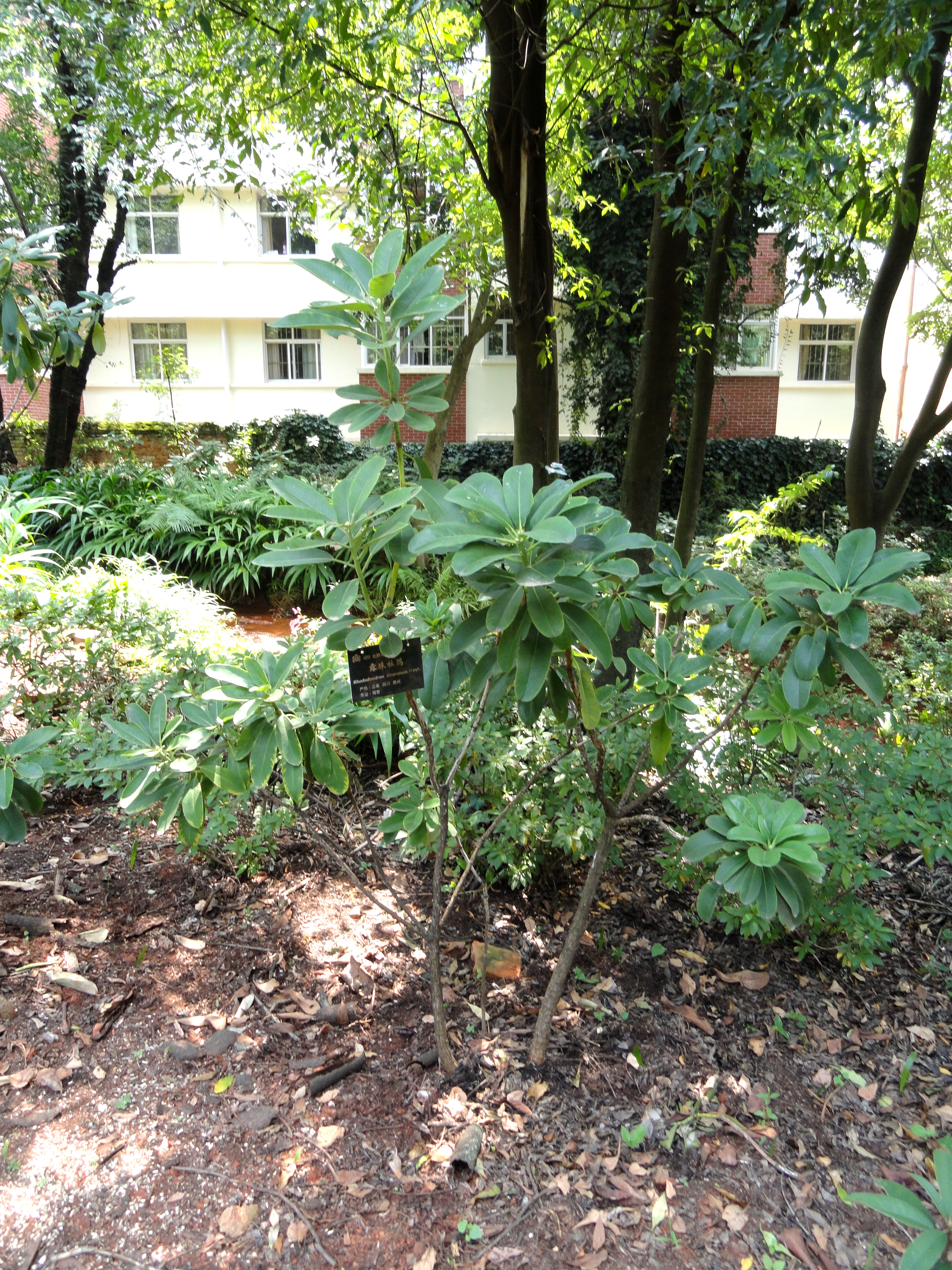
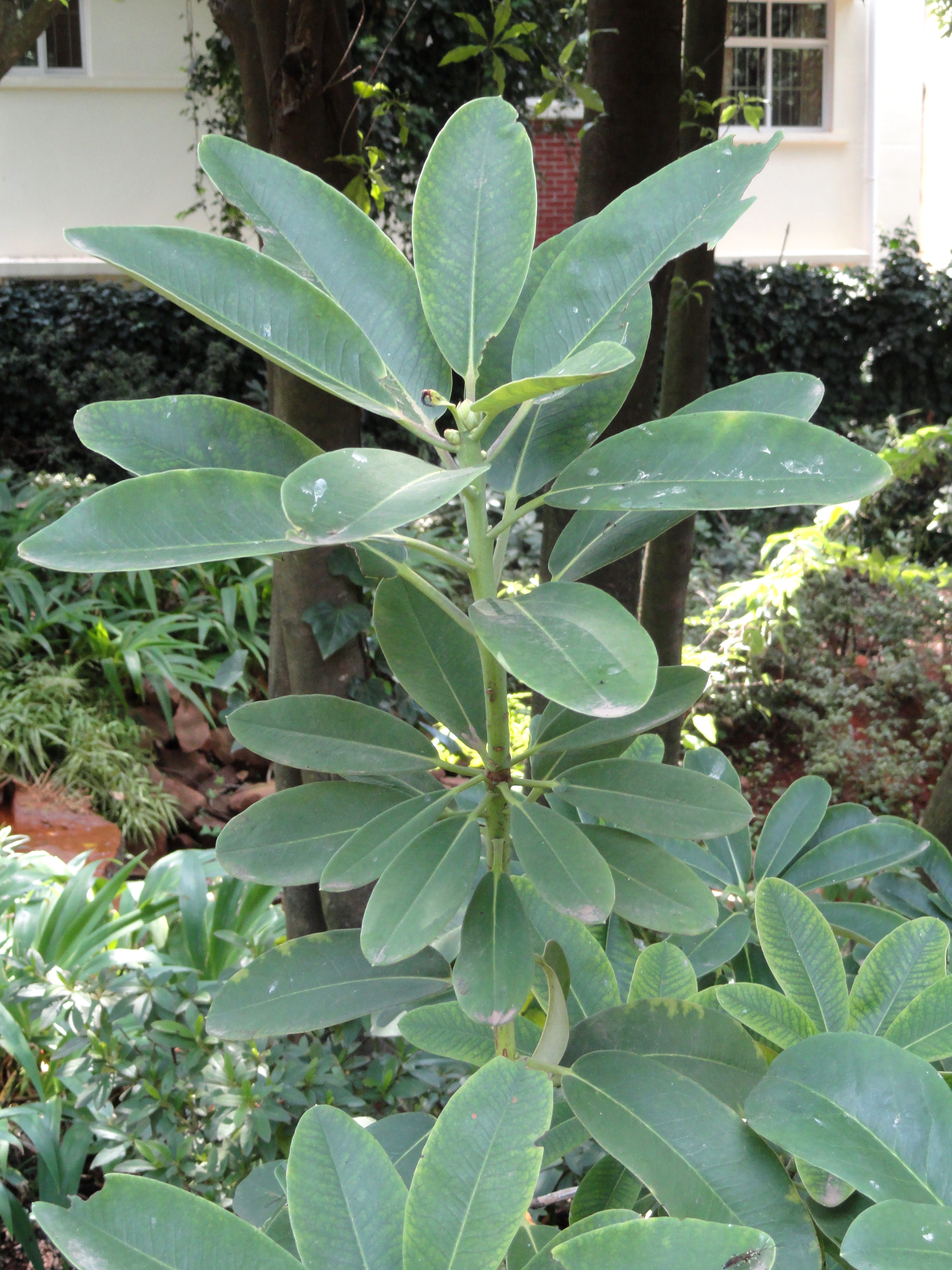
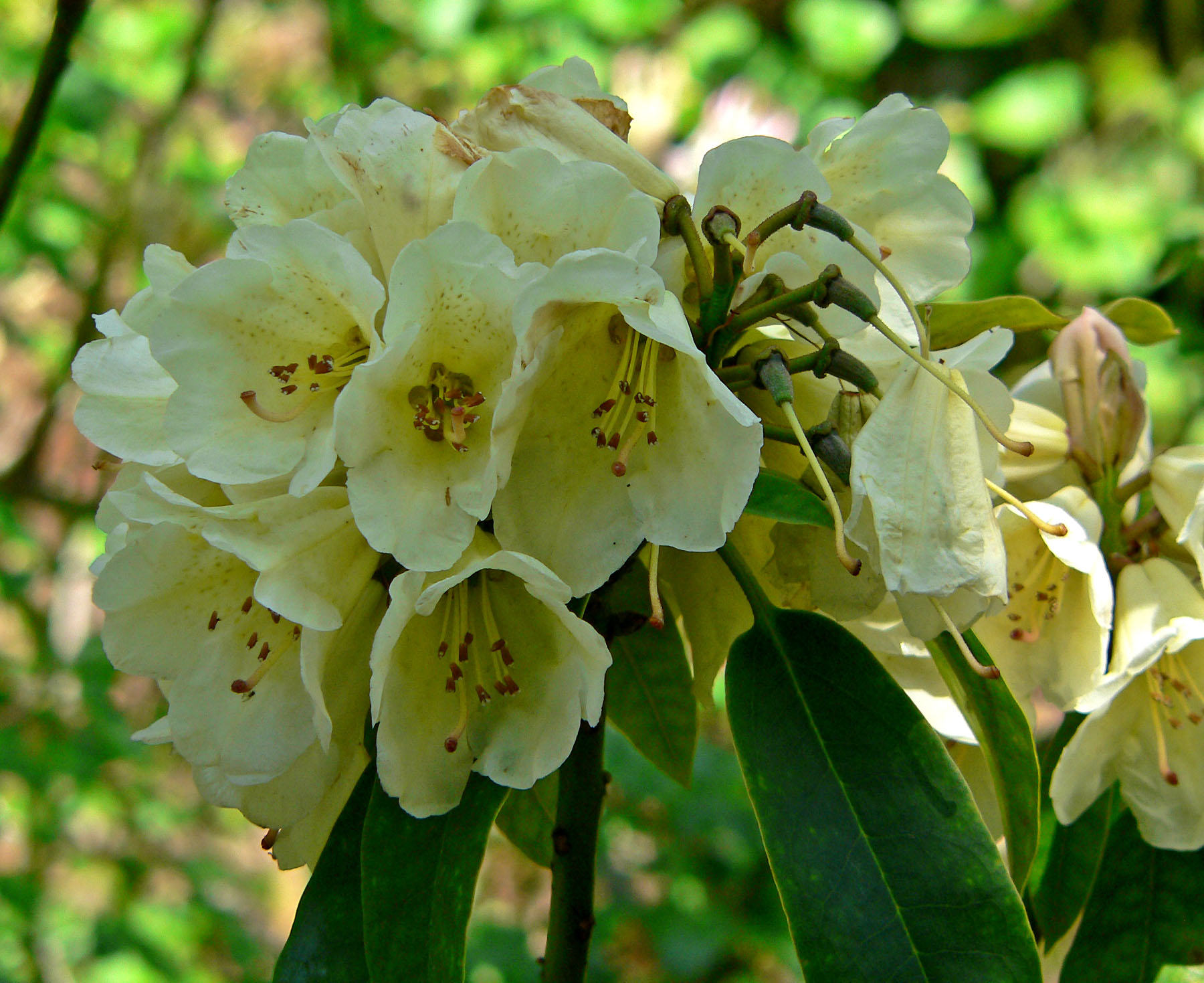
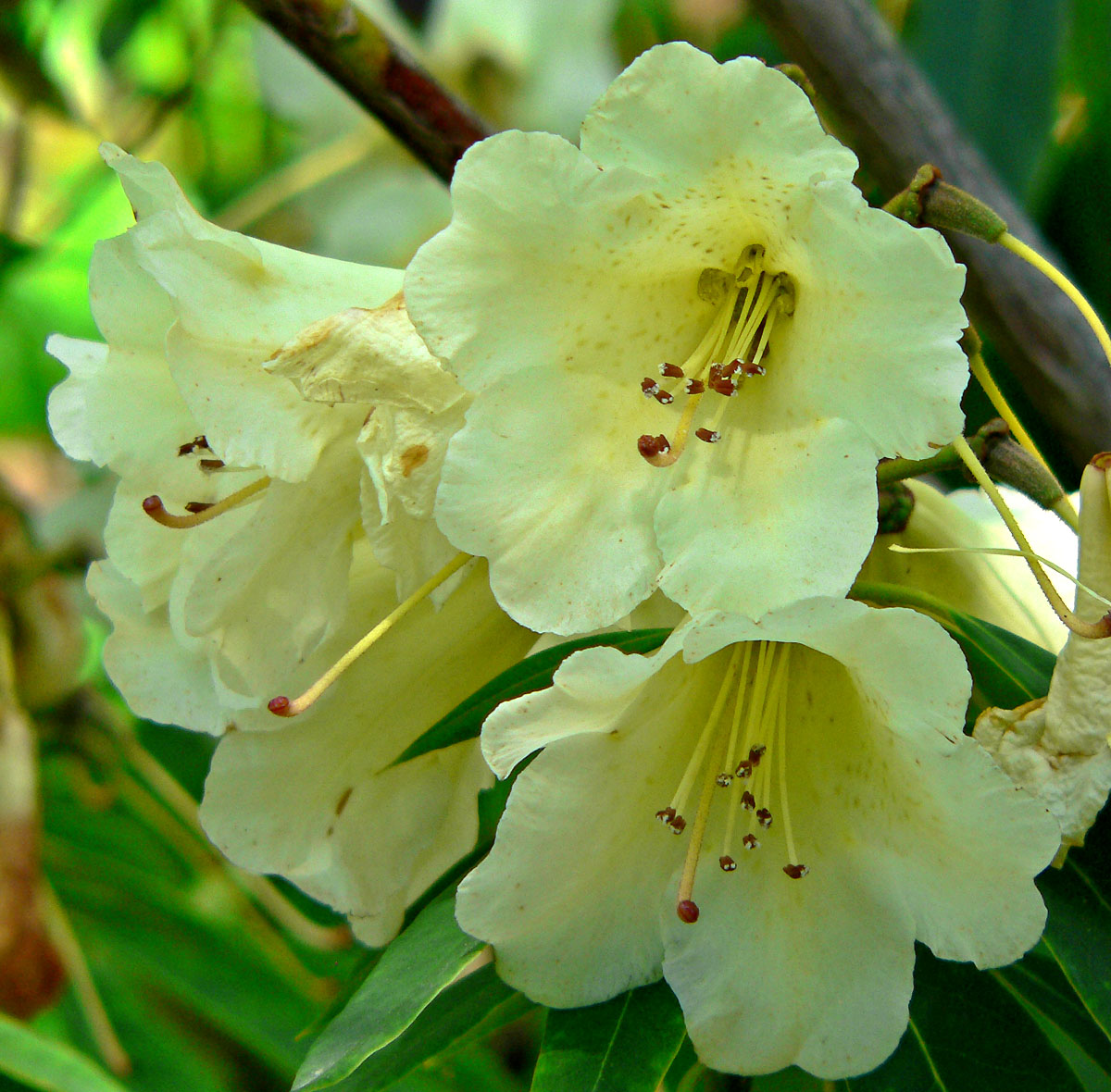